# Власов, Николай Иванович (лётчик)
Никола́й Ива́нович Вла́сов (11 ноября 1916, Петроград, Российская империя — 26 января 1945, Маутхаузен, Австрия) — советский военный лётчик, гвардии подполковник. Герой Советского Союза (от 23 ноября 1942).

## Биография
Родился в Петрограде 29 октября (11 ноября) 1916 года в рабочей семье.
Работал на заводе. В рядах Красной Армии с 1934 года. С 1936 года после окончания Краснознамённой военной авиационной школы на должности лётчика-инструктора при школе. Член ВКП(б) с 1939 года.
В боевых действиях Великой Отечественной войны принял участие с первых дней. По ноябрь 1941 года служил в 42-м ИАП; с июля по август 1942 года — в 434-м ИАП; по март 1943 года — в Инспекции ВВС; с ноября 1944 года — в управлении 275-й ИАД. В августе 1941 года вылетел по тревоге на перехват воздушного разведчика противника, однако по причине отказа пулемёта принял решение идти на таран, в результате столкновения самолёт противника был сбит, сам же на неисправной машине под наземным огнём противника сумел сесть на линии фронта. При посадке получил тяжёлые ранения, долго лечился в госпитале, год не мог летать, в это время занимался подготовкой к вылетам молодых пилотов.
После возвращения к лётной практике в июне 1942 года на лёгком самолёте У-2 ночью на минимальной высоте пересёк линию фронта, совершил посадку между двумя шоссе в районе станции Миллерово, по которым двигались войска противника, и подобрал сбитого до этого раненого лётчика Героя Советского Союза старшего лейтенанта Ф. Т. Демченкова и под огнём противника доставил его на свой аэродром.
Представлен к званию Героя Советского Союза за 220 боевых вылетов, 27 воздушных боёв и 10 сбитых вражеских самолётов. Указом Президиума Верховного Совета СССР «О присвоении звания Героя Советского Союза начальствующему составу Красной Армии» от 23 ноября 1942 года за «образцовое выполнение боевых заданий командования на фронте борьбы с немецкими захватчиками и проявленные при этом отвагу и геройство» удостоен звания Героя Советского Союза с вручением ордена Ленина и медали «Золотая Звезда» (№ 756). Вручение награды состоялось в Кремле.
На рассвете 29 июля 1943 года при перелёте в сражающийся Ленинград самолёт Як-1, пилотируемый Власовым, был подбит зенитной артиллерией, загорелся и упал на территории врага. При падении лётчика выбросило из машины. Власов оказался в плену, попал в концлагерь в районе города Лодзь (Польша), где в итоге стал одним из руководителей подполья среди военнопленных.

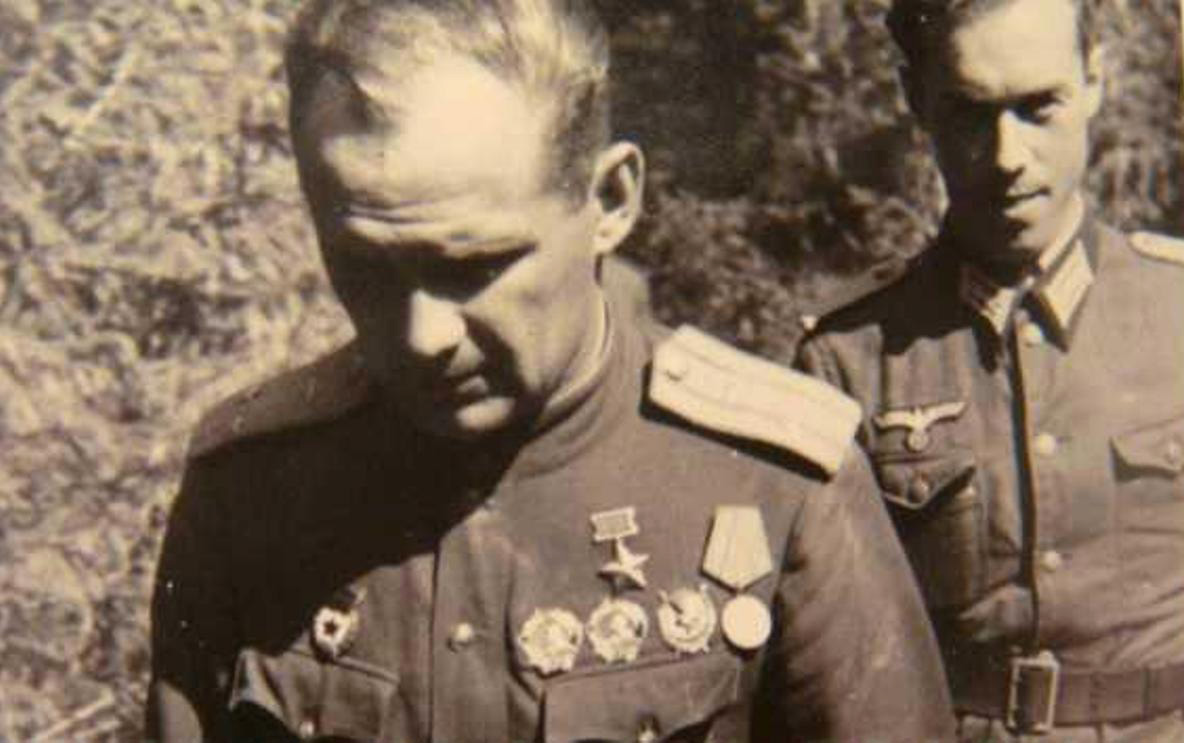
Н.И. Власов в плену. 1943 год

В приказе Министерства обороны СССР, посвящённому Герою Советского Союза полковнику Власову Николаю Ивановичу, в частности говорится: «Находясь в плену, Власов высоко держал честь и достоинство советского воина-патриота, проявлял стойкость и мужество, оказывал поддержку товарищам по плену, являлся организатором ряда побегов из плена. С презрением отвергал попытки противника заставить его изменить своей Родине… Беззаветная преданность полковника Власова Н. И. Родине, его верность воинской присяге, отвага и геройство должны служить примером для всего личного состава Вооружённых сил СССР».
Весной 1944 года за попытку побега был переведён в крепость-тюрьму Вюрцбург (Германия), где им был разработан новый план побега. Попытка оказалась неудачной. Власов был переведён в тюрьму города Нюрнберга, где стал готовить новый побег, был предан и этапирован в концлагерь Маутхаузен (Австрия), в блок смерти № 20.
После вступления советских войск на территорию Югославии Власов стал одним из организаторов восстания. По доносу предателя был схвачен и после пыток 26 января 1945 года был заживо сожжён в крематории.
Однако начатое Власовым дело было закончено: в ночь со 2 на 3 февраля 1945 года более 400 узников блока № 20 перебили охрану, преодолели стену и совершили побег.

## Награды
- Герой Советского Союза, награждён двумя орденами Ленина, орденом Красного Знамени и медалью «За оборону Сталинграда».

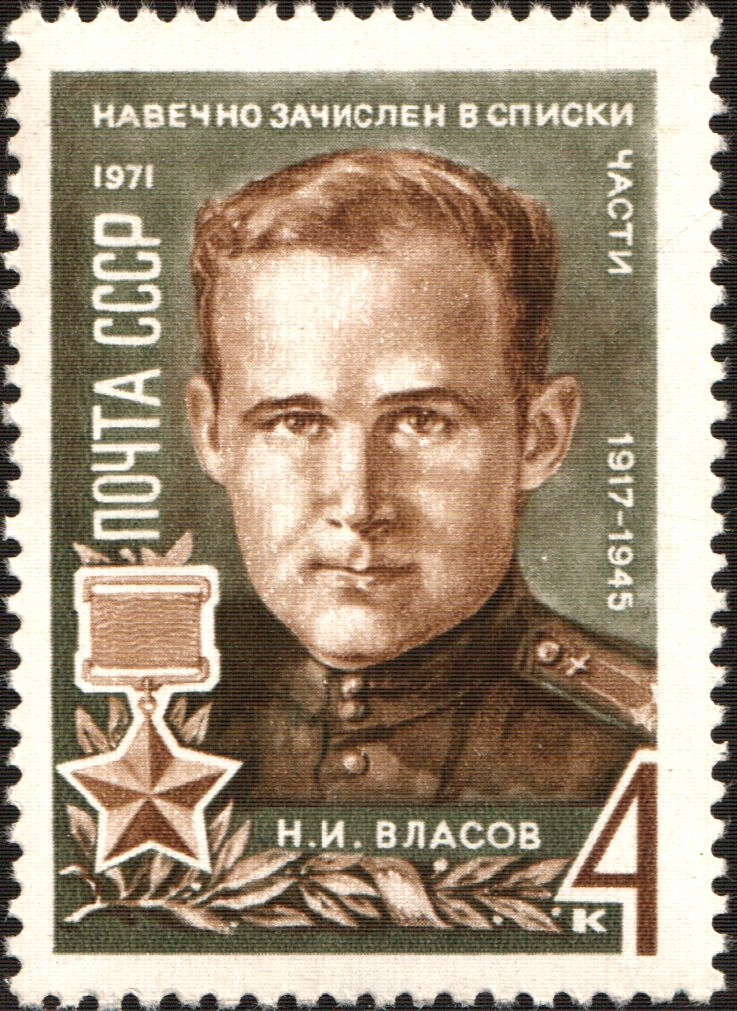
Герой Советского Союза Н.И. Власов на почтовой марке СССР. 1971 год

## Память
- Приказом министра обороны СССР от 10 декабря 1960 года подполковник Н. И. Власов навечно зачислен в списки воинской части.
- В память о герое названы улице в городах: Москва, Санкт-Петербург, Люберцы, Ташкент. И гимназия № 5 в Люберцах.
- Имя Н. И. Власова выбито на стеле на Аллее Героев в Волгограде.
- В Санкт-Петербурге при школе № 516 создан музей Героя.
- В Люберцах в гимназии № 5 создан музей Героя.
- В Люберцах названа улица в честь Власова.
- На здании Григорьевской средней школы в Луховицком районе, где учился Герой, в 1985 году установлена мемориальная доска.
- В 1971 году была выпущена почтовая марка СССР, посвященная Н. И. Власову.

## Комментарии
1. ↑  Советские авиапулеметы ШКАС были известны своей низкой надежностью